# Newberg (Oregon)
Newberg – miasto w Stanach Zjednoczonych, w stanie Oregon, w hrabstwie Yamhill.